# مشكلة جهنم

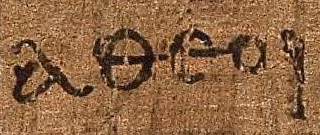

مشكلة جهنم (بالإنجليزية: Problem of Hell)‏ وهي مشكلة أخلاقية متعلقة بالأديان التي تحوي توصيفاً قاسياً جداً لجهنم، ولذلك يعتبرها الملحدون غير متوافقة مع مفهوم الإله ذي العدل والخير المطلق.
تتمحور مشكلة جهنم حول أربعة نقاط أساسية: وجود جهنم، بعض الناس تذهب إليها، ليس هناك مفر، وهي عقاب على أفعال أو غير الأفعال التي حصلت في الدنيا.
تُسمى فكرة مواجهة غير المؤمنين بديانة ما للّعنة الإلهية بـ«الخلاص الخاص»، بينما تُدعى فكرة نجاة الجميع بغض النظر عن إيمانهم بـ«الخلاص العام»، كما تدعى التعاليم المسيحية القليلة التي تقول بأن الخاطئين لن يستمروا بالوجود عوضاً عن تعرضهم للعذاب الأبدي بالأبدية المشروطة.

## معقولية العقوبة بالمقارنة بالدنيا وعقوباتها
من الأمور الدالة على معقولية العقوبة في الآخرة ما جاء في القرآن والسنة وآثار الصحابة، من ضرب الأمثلة بالعقوبات الدنيوية في سبيل إثبات العقوبات الأخروية مثل: {نَحْنُ جَعَلْنَاهَا تَذْكِرَةً وَمَتَاعًا لِّلْمُقْوِينَ} [الواقعة: 73]، وهذه الآية فسرها العلماء بأن  نار الدنيا تذكر بنار الآخرة.
وقول الله: { لَهُمْ مِنْ فَوْقِهِمْ ظُلَلٌ مِنَ النَّارِ وَمِنْ تَحْتِهِمْ ظُلَلٌ ذَٰلِكَ يُخَوِّفُ اللَّهُ بِهِ عِبَادَهُ ۚ يَا عِبَادِ فَاتَّقُونِ} [الزمر: 16].
وقول النبي محمد (صلى الله عليه وسلم) عن أبي طالب: «لعله تنفعه شفاعتي يوم القيامة فيجعل في ضحضاح من النار يبلغ كعبيه يغلي منه دماغه».
قال سعد بن الأخرم: «كنت أمشي مع ابن مسعود فمر بالحدادين وقد أخرجوا حديدا من النار، فقام ينظر إليه ويبكي».  فكل هذه الأدلة تدل على معقولية وقوع العذاب في الآخرة بربطه بالعذاب والألم الدنيوي، وكون العذاب الأخروي أشد ألماً منه.

## وجهة نظر أخرى في فناء النار في الإسلام
نقل ابن القيم عن عمر وابن مسعود وأبي هريرة وأبي سعيد وابن تيمية وغيرهم القول بفناء النار، ومن الأدلة على أيدوا بها مذهبهم ما يلي:
1/إخبار الله ببقاء الجنة ودوامها، وأن أهل الجنة لا يخرجون منها.
2/ لم يخبر الله ببقاء النار وعذابها مع إخباره أن أهلها لا يخرجون منها.
3/ لم يذكر في النار ما يدل على الدوام.
4/ تقييد ذكر النار بقيود.
الأول قول الله: {لَابِثِينَ فِيهَا أَحْقَابًا} [النبأ: 23].
الثاني: قول الله: {قَالَ النَّارُ مَثْوَاكُمْ خَالِدِينَ فِيهَا إِلَّا مَا شَاءَ اللَّهُ} [الأنعام: 128].
الثالث: قول الله: {خَالِدِينَ فِيهَا مَا دَامَتْ السَّمَوَاتُ وَالأَرْضُ إِلاَّ مَا شَاءَ رَبُّكَ إِنَّ رَبَّكَ فَعَّالٌ لِمَا يُرِيدُ} [هود: 107].
فهذه الآيات جعلت وجود النار مقيدا ومؤقتا لا أبديا.